# Коста Санто Стефано (Алесандрија)
Коста Санто Стефано је насеље у Италији у округу Алесандрија, региону Пијемонт.
Према процени из 2011. у насељу је живело 59 становника. Насеље се налази на надморској висини од 293 м.